# Rennerové
Rod Rennerů patří mezi nejstarší a nejznámější krkonošské rody. Rennerové pocházejí původem z Alp a do Krkonoš přišli v době kolonizace v 16. století. Německy psaná zpráva úředníků české královské komory ze dne 6. srpna 1644 obsahuje nejstarší dochovaný seznam krkonošských boudařů a mezi nimi hned tři Rennery – Christofa Rennera, Thoma Rennera a Georga Rennera.
Rennerové byli po staletí dědičnými rychtáři horské části vrchlabského panství (německy Hohenelber Gebirge). Jejich jméno je spojeno s řadou známých hřebenových bud, zejména Luční boudou, Rennerovou boudou, Lesní boudou, Boudou Na Pláni a enklávou Zadních Rennerovek (německy Hinter Rennerbauden) a Předních Rennerovek.

## Luční bouda (Wiesenbaude)

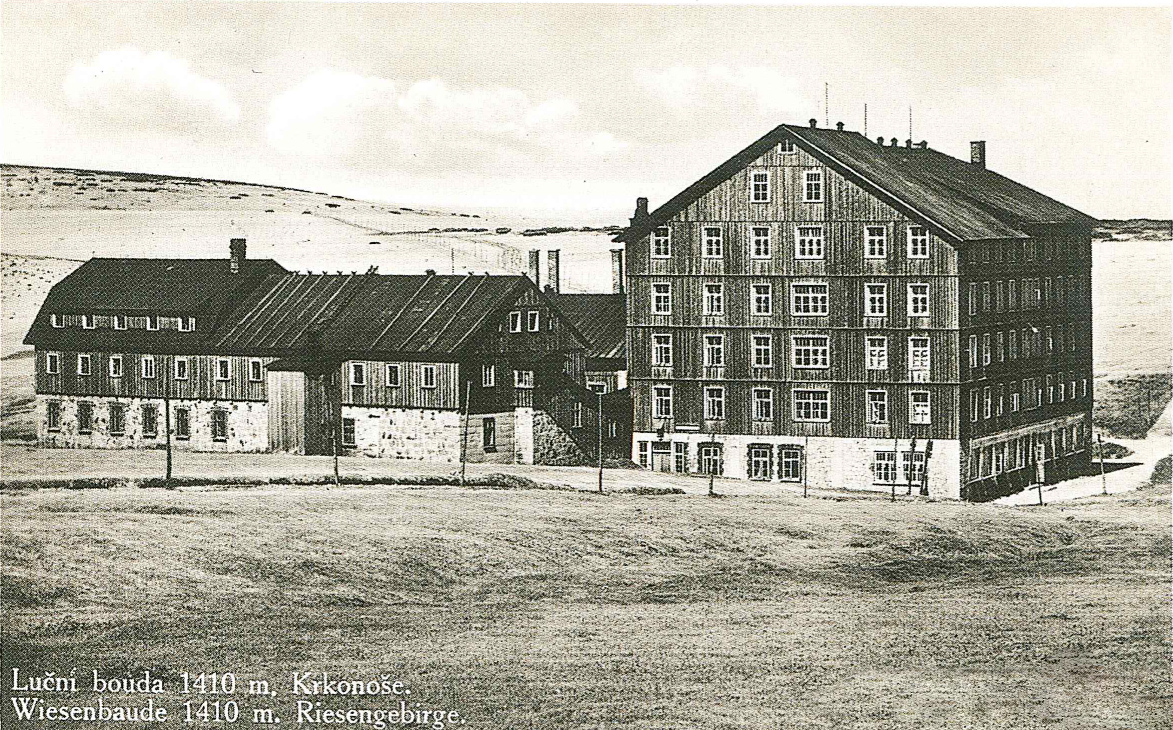
Luční bouda (Wiesenbaude)

Luční bouda (německy Wiesenbaude) je nejstarší horskou chatou na hřebenech Krkonoš a jednou z největších v Evropě. Rozprostírá se na Bílé louce na levém břehu Bílého Labe nedaleko západně pod Úpským rašeliništěm, prameništěm Bílého Labe i Úpy, v nadmořské výšce 1410 m n. m., vzdušnou čarou asi 1,2 km severovýchodně od vrcholu Luční hory (1555,6 m n. m.) a 1 km severozápadně od vrcholu Studniční hory (1555,0 m n. m.).
Luční bouda byla v majetku rodiny Rennerů od svého založení až do roku 1857. V roce 1778 je zmiňován Johann Heinrich Renner, který o rok později boudu, dobytek, seniště, práva a povinnosti vůči šlechtě přenechal i s rychtářským úřadem svému synovi Augustinu Rennerovi. V témže roce v září při krkonošském putování boudu navštívil v doprovodu generála Laudona budoucí rakouský císař Josef II. Asi od roku 1831 spravoval Luční boudu Jakob Renner. Od Morzinů, majitelů vrchlabského panství, měl propachtováno přes sto hektarů luk a pastvin, aby mohl držet více než třicet kusů dobytka a nejméně tolik koz. Další dobytek bral hospodář v létě z nižších obcí. Z kravského mléka se po staletí na Luční boudě připravovalo vyhlášené horské solené máslo, bylinné sýry a speciální kozí sýr. Nejlepší výrobky horalé snášeli na krosnách do údolí a prodávali i do vzdálených měst – Prahy, Karlových Varů, také do zahraničí. Ze zbylého podmáslí si dělali prostý sýr pro sebe a zdejší pocestné. Máselnice poháněné vodou Bílého Labe, ve kterých se tlučením měnila čerstvá smetana na máslo, byly v provozu po celý den. Přestože Jakob Renner strávil na Bílé louce celý svůj život, zabloudil dne 11. dubna 1868 ve vánici a tři sta metrů od boudy umrzl. Jméno i smrt horala připomíná kovaný kříž u cesty k Lučnímu sedlu.

## Rennerův kříž
Při cestě z Luční boudy do sedla Luční hory směrem k Památníku obětem hor se nachází tzv. Rennerův kříž připomínající smrt majitele Luční boudy Jakuba Rennera při sněhové vánici dne 11. dubna 1868.

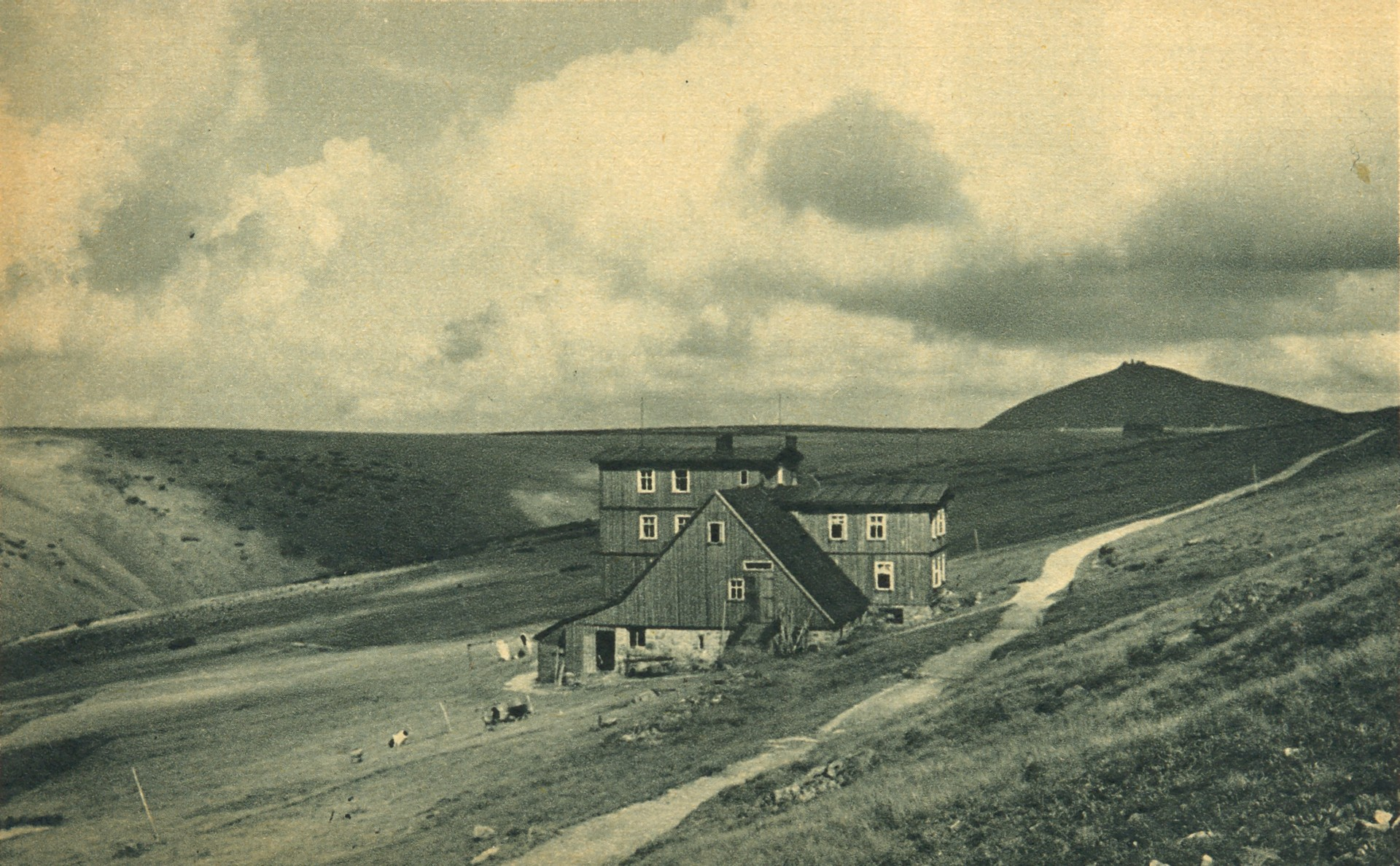
Rennerova bouda 01

## Rennerova bouda (Rennerbaude)

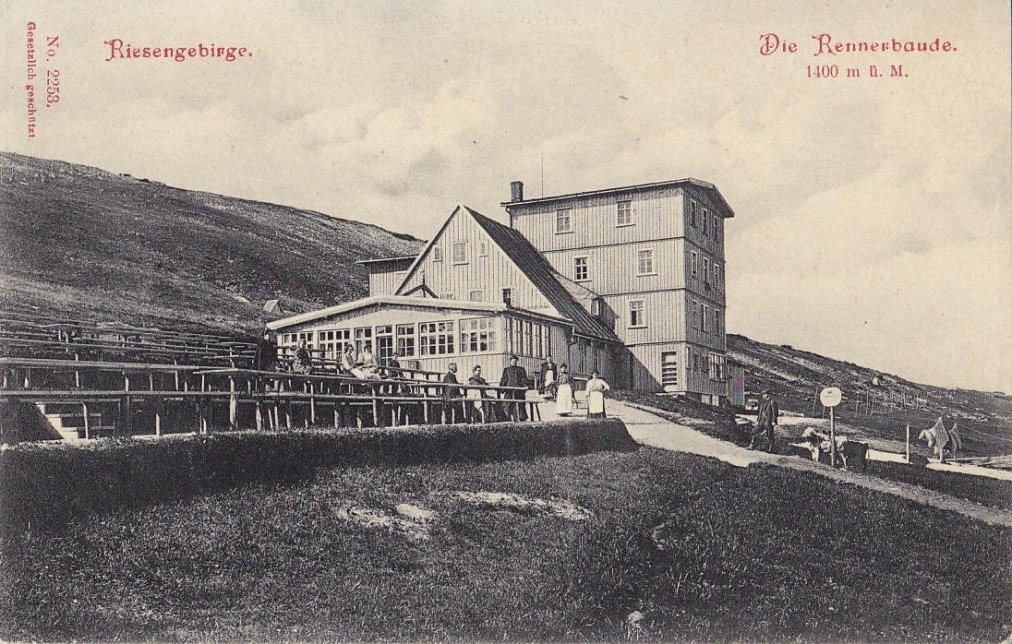
Rennerova bouda 02

Rennerova bouda (německy Rennerbaude) je dnes již neexistující horskou boudou v Krkonoších postavenou v roce 1797 bratry Augustinem a Ignatzem Rennerovými z Krausových Bud (německy Krausebauden; dnešní Labské ve Špindlerově Mlýně). Nacházela se na Bílé louce na svahu Luční hory. Kolem vede Stará Bucharova cesta ze Svatého Petra po svahu Kozích hřbetů k Luční boudě. Po boudě na Sněžce to byla druhá nejvýše položená bouda v českých Krkonoších s polohou cca 1400 m n. m.
V době všeobecné mobilizace byla Rennerova bouda obsazena hlídkami československé armády. Po mnichovské dohodě armáda objekt dne 2. října 1938 opustila a bouda stejně jako nedaleká Luční bouda vyhořela. V době okupace byla započata nová výstavba, ale nakonec nebyla dokončena. V roce 1950 byla stavba rozebrána. Po Rennerově boudě zbyla plošina se zbytkem základů a vyvěrající pramen (dnešní Rennerova studánka).

## Bouda Na Pláni (Planurbaude)
Bouda Na Pláni (německy Planurbaude) leží v nadmořské výšce 1180 m n. m. na vrcholu Přední Planiny. Náleží do katastru Přední Labská obce Špindlerův Mlýn. Rennerové postavili boudu už v roce 1530, tedy ještě před příchodem prvních dřevařů v polovině 16. století. 
Od roku 1934 se v boudě ubytovávali vážení hosté z Německa, kteří patřili k prominentní katolické šlechtické skupině a řadili se k předním odpůrcům nacismu. Na několikatýdenní pobyty přijížděl profesor Adolf Reichwein ze Svídnice, později také plukovník hrabě Claus von Stauffenberg se svojí rodinou. V zastrčené Boudě na Pláni uprostřed hor se sešli naposledy v březnu 1944. Nepřijeli se však rekreovat, ale dohodnout akci, která měla ovlivnit životy miliónů lidí. Domluvili zde detaily atentátu na Adolfa Hitlera a následné převzetí moci. Do celé akce byl zasvěcen i jejich hostitel, majitel Boudy Na Pláni a horský hospodář Heinrich Renner.

## Zadní Rennerovky (Hinter Rennerbauden)
Zadní Rennerovky (německy Hinter Rennerbauden) jsou osada a luční enkláva v Krkonoších, součást obce Strážné, od které jsou vzdáleny přibližně 7 km severovýchodně. Založeny byly rodem Rennerů v roce 1695. Nacházejí se na východním úbočí Světlého vrchu, v současné době též na území II. zóny Krkonošského národního parku. Tvoří je chata Spořitelna, Kuprovka, Grohmannova bouda a Dvorská bouda. V okolí je k dispozici množství turistických cest s tyčovým značením a běžkařské trasy (Krkonošská magistrála). 
Luční enkláva (tj. louka zcela obklopená lesem) Zadní Rennerovky je jedna z nejhodnotnějších luk v KRNAP. Od 16. století se pravidelně spásala, což umožnilo výskyt vzácných druhů rostlin a živočichů, např. zvonku českého, zdrojovky prameništní, kropenáče vytrvalého nebo vrbovky nící.

## Alois a Wenzel Rennerové – vápenka v Černém Dole
Dalšími významnými představiteli rodu Rennerů byli Alois a Wenzel Rennerové původem z Tetřevích bud, kteří založili slavnou vápenku v Černém Dole.

## Josef a Jaroslav Feistauerovi

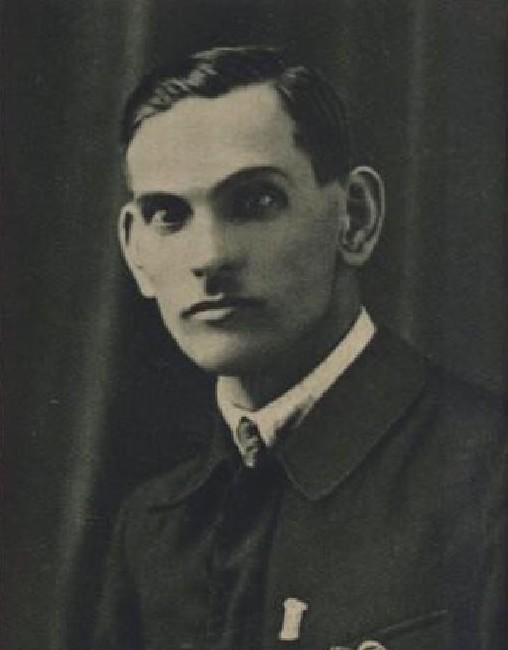
Josef Feistauer

V rodokmenu Rennerů ze Svobody nad Úpou lze nalézt i další historicky zajímavá jména, a to úspěšné všestranné lyžaře – bratry Josefa Feistauera (*1893) a Jaroslava Feistauera (*12. května 1909) z Benecka - Mrklova. Starší z bratrů Josef Feistauer byl parťákem Bohumila Hanče z Českého krkonošského spolku Ski Jilemnice. O velikonočních svátcích dne 24. března 1913 se účastnil na hřebenech Krkonoš tragického lyžařského závodu, v němž zahynuli Bohumil Hanč a Václav Vrbata.